# Jakutština

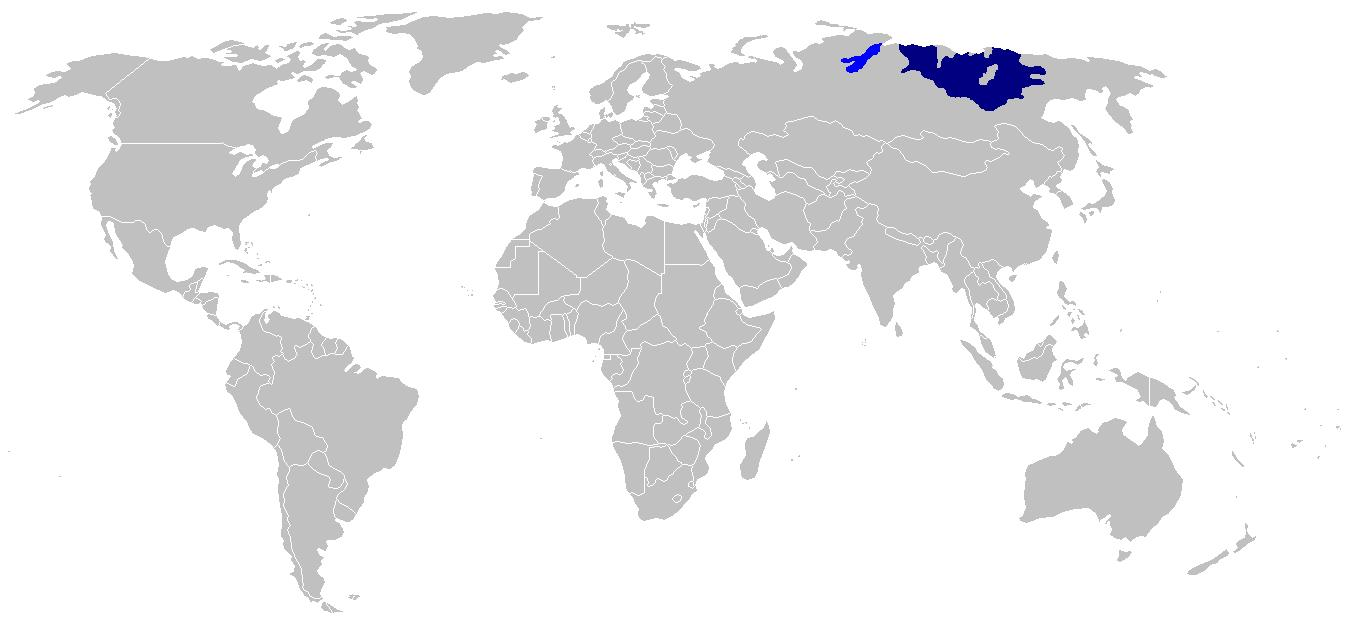
rozšíření jakutštiny (tmavší modrá)

Jakutština (také sacha, sašština, jakutsky саха тыла, sacha tyla) je turkický jazyk, jímž hovoří sibiřské etnikum Jakutů (neboli Sachů, jak si sami říkají). Je úředním jazykem (spolu s ruštinou) v sibiřské republice Sacha. Jakutština patří spolu s blízce příbuznou dolganštinou mezi severní jazyky sibiřské větve turkických jazyků, má nicméně značnou část slovní zásoby mongolského, tunguzského, jukagirského nebo neidentifikovaného původu. Neidentifikovaná slova byla zřejmě v minulosti přejata z paleosibiřských jazyků a přizpůsobena jakutské výslovnosti.

## Písmo a fonetika
Jakutská tradiční společnost před příchodem Rusů neznala písmo. Od konce 19. stol. je jakutština zapisována cyrilicí, která byla obohacena o pět speciálních znaků Ҕҕ, (výslovnost mezi g a ch), Ҥҥ, (ŋ nebo ng) Өө, (ö) Һһ, Үү (ü) a dvě kombinace Дь дь (znělá palatála, výslovnost mezi ď a dž), Нь нь (jako české ň). Ve 20. letech 20. stol. byla jakutština krátce zapisována latinkou. Jakutština rozlišuje dlouhé a krátké vokály, délka se značí zdvojením vokálu, dále má diftongy, které jsou vždy dlouhé. Typická je vokalická harmonie, což znamená, že se v jednom slově mohou vyskytovat jen vokály přední nebo zadní.
| А а | Б б | В в   | Г г | Ҕ ҕ | Д д | Дь дь | Е е |
| Ё ё | Ж ж | З з   | И и | Й й | К к | Л л   | М м |
| Н н | Ҥ ҥ | Нь нь | О о | Ө ө | П п | Р р   | С с |
| Һ һ | Т т | У у   | Ү ү | Ф ф | Х х | Ц ц   | Ч ч |
| Ш ш | Щ щ | Ъ ъ   | Ы ы | Ь ь | Э э | Ю ю   | Я я |

## Gramatika
U jmen rozlišuje jakutština osm pádů a dvě čísla, ale nerozlišuje kategorii rodu ani životnosti. Slovesný systém jakutštiny je neobyčejně komplikovaný, rozlišuje se řada participií i určitých slovesných tvarů. Slovesných časů je devět, z toho sedm minulých, slovesných způsobů je známo 12, většinou různé typy optativů a konjunktivů. Jakutština je aglutinační jazyk, deklinace a konjugace se provádí připojováním sufixů. Každý sufix má jen jeden význam, proto dochází k řetězení sufixů. Z neohebných slovních druhů je charakteristické velké množství citoslovcí a ideofonů.

### Číslovky
| нуул | биир     | икки   | үс   | түөрт     | биэс     | алта     | сэттэ     | аҕыс     | тоҕус     | уон  |                |                       |          |
|      | 11       | 20     | 30   | 40        | 50       | 60       | 70        | 80       | 90        | 100  | 1000           | 10000                 | 1000000  |
|      | уон биир | сүүрбэ | отут | түөрт уон | биэс уон | алта уон | сэттэ уон | аҕыс уон | тоҕус уон | сүүс | тыһыынча (муҥ) | уон тыһыынча (үтүмэн) | мөлүйүөн |

## Užitečné fráze
| Jakutsky                         | Česky                   |
| -------------------------------- | ----------------------- |
| Nörüön nörgüy!                   | Vítejte!                |
| Doroobo!                         | Ahoj!                   |
| Qaydaq oloroğut?                 | Jak se máš?             |
| Maqtal, üçügey. Otton en?        | Jak se máš, dobře a ty? |
| Körsübeteq ör büolla             | Dlouho jsme se neviděli |
| Aatıñ kimiy? / Aakıt kim dieniy? | Jak se jmenuješ?        |
| Min aatım ...                    | Jmenuji se ...          |
| Bilsihiinen!                     | Rád tě poznávám!        |
| Ütüö sarsıardanan!               | Dobré ráno!             |
| Ütüö kününen!                    | Dobré odpoledne!        |
| Ütüö kiehenen!                   | Dobrý večer!            |
| Körsüöqqe dılı!                  | Na shledanou!           |

## Vzorový text

### Otče náš, Evangelium podle Matouše (modlitba Páně, Mt.6:9—13)[2]:
Халлааҥҥа баар Аҕабыт!
Эн аатыҥ айхалланыахтын,
Эн саарыстыбаҥ кэлиэхтин.
Халлааҥҥа курдук, сиргэ эмиэ
Эн көҥүлүҥ буолуохтун.
Күннээҕи тыын килиэппитин бүгүн биһиэхэ биэр.
Итиэннэ биһиэхэ иэстээхтэри биһи да бырастыы гынарбыт курдук,
Эн эмиэ биһиги иэспитин бырастыы гын;
Уонна, аньыы угаайытыгар киллэрбэккэ,
биһигини хара дьайдаахтан быыһаа.
Эн Саарыстыбаҥ, Эн күүһүҥ-күдэҕиҥ
уонна албан аатыҥ үйэттэн үйэлэр тухары муҥура суох эбээт.
Аминь.

### Článek 1 Všeobecná deklarace lidských práv
| Novgorodovova abeceda 1920–1929 (Latinská/IPA) | зɔn barɯta beje sltatɯgar nna bɯra:bɯgar teŋ blan try:ller. kiniler barɯ rk:n jd:q, sbasta:q blan try:ller, nna beje bejeleriger tɯlga ki:riniges bɯhɯ:lara dɔʃɔrdɔhu: tɯ:nna:q blqta:q.                       |
| Latinská abeceda 1929–1939 (Janalif)           | Çon вarьta вeje suoltatьgar uonna вьraaвьgar teꞑ вuolan tɵryyller. Kiniler вarь ɵrkɵn ɵjdɵɵq, suoвastaaq вuolan tɵryyller, uonna вeje вejeleriger tьlga kiiriniges вьhььlara doƣordohuu tььnnaaq вuoluoqtaaq.  |
| Moderní cyrilice 1939 – do současnosti.        | Дьон барыта бэйэ суолтатыгар уонна быраабыгар тэҥ буолан төрүүллэр. Кинилэр бары өркөн өйдөөх, суобастаах буолан төрүүллэр, уонна бэйэ бэйэлэригэр тылга кииринигэс быһыылара доҕордоһуу тыыннаах буолуохтаах. |
| Čeština                                        | Všichni lidé rodí se svobodní a sobě rovní co do důstojnosti a práv. Jsou nadáni rozumem a svědomím a mají spolu jednat v duchu bratrství.                                                                     |